# Orobates
Orobates pabsti – czworonóg z kladu Diadectomorpha (siostrzanego do owodniowców), żyjący we wczesnym permie, ok. 290 mln lat temu. Czworonożny roślinożerca osiągający długość ok. 1 metra; najstarszy znany czworonóg, który przystosował się do diety o wysokiej zawartości błonnika. Jego skamieniałości odkryto w osadach formacji Tambach, na obszarze Lasu Turyńskiego, niedaleko Gothy w Niemczech. Znany ze stosunkowo licznych skamieniałości, m.in. z dwóch kompletnych szkieletów, niekompletnej czaszki i fragmentu szczęki z zachowanymi zębami. Voigt, Berman & Henrici (2007) twierdzą, że skamieniałe odciski stóp odkryte na obszarze, gdzie odkryto też skamieniałości orobatesa, można uznać za odciski stóp właśnie tego zwierzęcia (i spokrewnionego z nim Diadectes absitus).